# Édouard Orban de Xivry

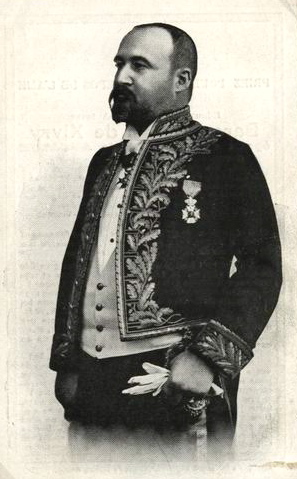

Édouard Orban de Xivry (La Roche-en-Ardenne, 28 september 1858 — Aarlen, 26 januari 1901) was een Belgische provinciegouverneur.

## Levensloop
Baron (1900) Orban de Xivry was een zoon van senator Grégoire Orban de Xivry en van Lucie Halleux. Hij trouwde met Marie-Félicie Anciaux (1867-1920). Ze kregen vijf kinderen, onder wie Edouard Louis Paul Orban de Xivry, die een rol speelde in Belgisch-Congo. Édouard was de grootoom van Agnes Orban de Xivry, een tante van koningin Paola.
Hij promoveerde tot doctor in de rechten en was actief als industrieel in de familiale onderneming gewijd aan het leerlooien.
Hij werd verkozen tot provincieraadslid en werd bestendig afgevaardigde voor de provincie Luxemburg. Hij was provinciegouverneur in de provincie Luxemburg van 1891 tot aan zijn dood.